# Antoni van Leeuwenhoek

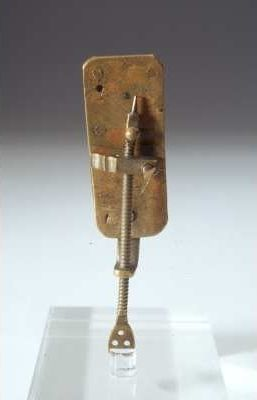
Van Leeuwenhoekmicroscoop Rijksmuseum Boerhaave

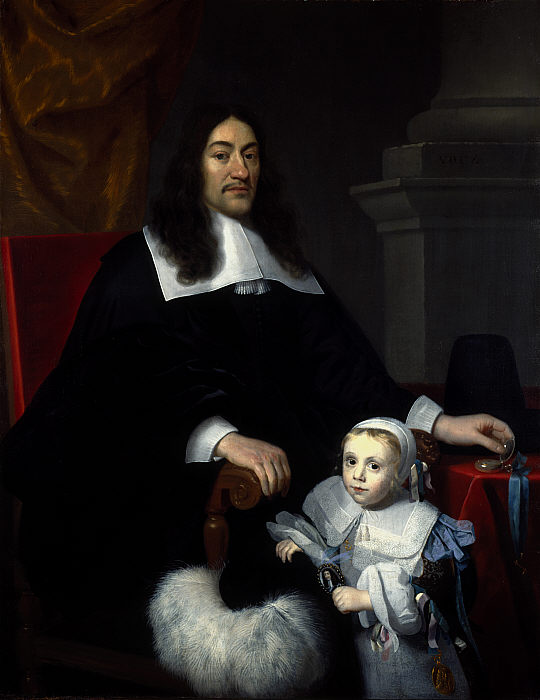
Sir William Davidson of Curriehill stelde Anthonie van Leeuwenhoek in 1648 aan als zijn assistent. Van Leeuwenhoek verliet na zes jaar dienst zijn Amsterdamse patroon. (door Abraham van den Tempel, 1664)

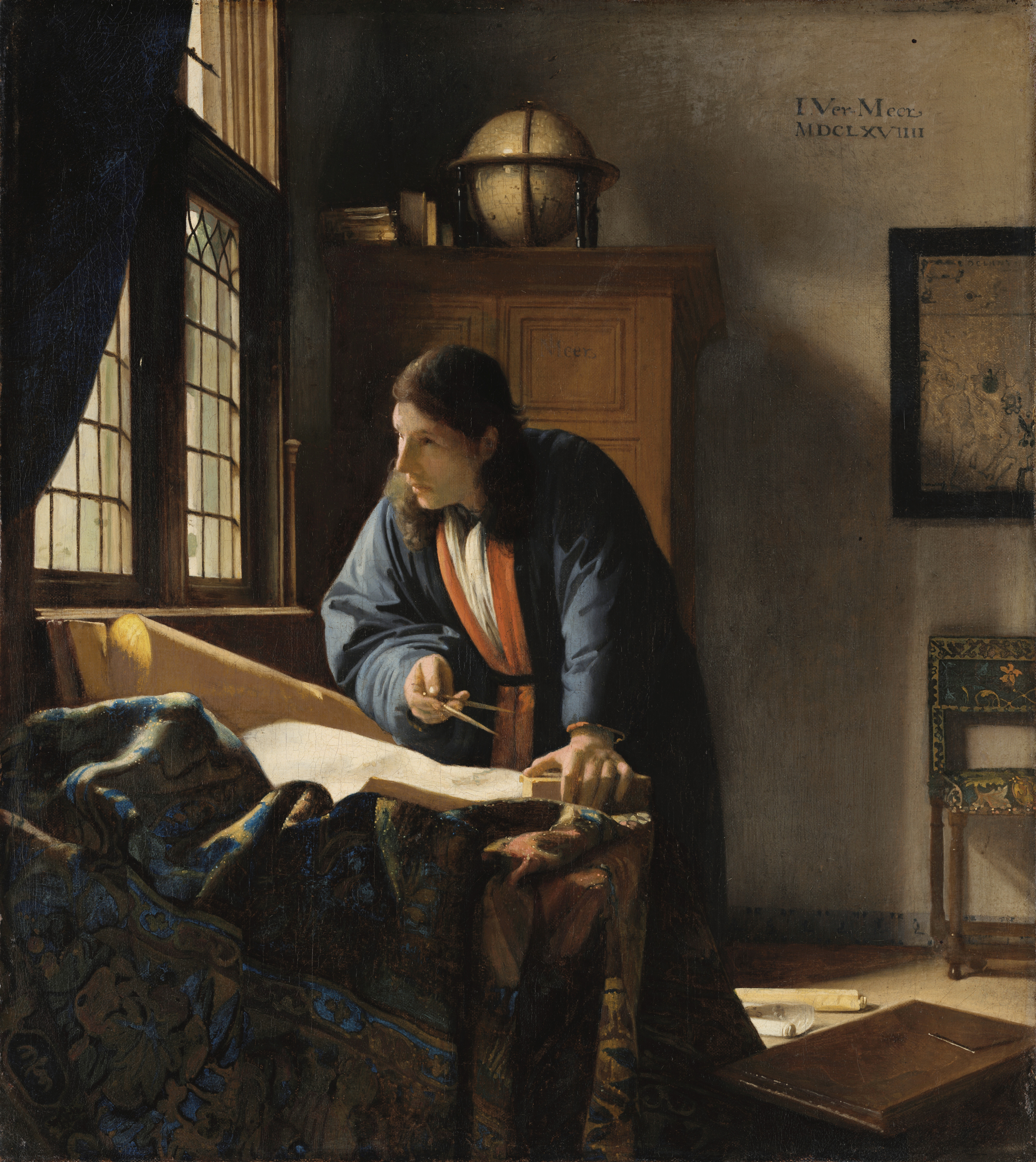
De geograaf, Johannes Vermeer, 1669. Soms wordt dit als een portret van Antoni van Leeuwenhoek aangeduid

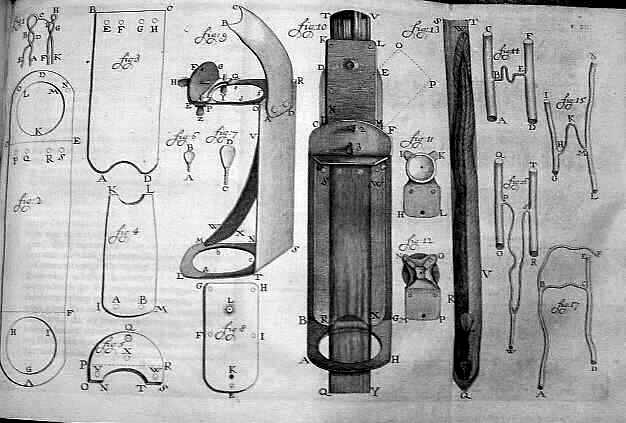
Leeuwenhoeks microscopen

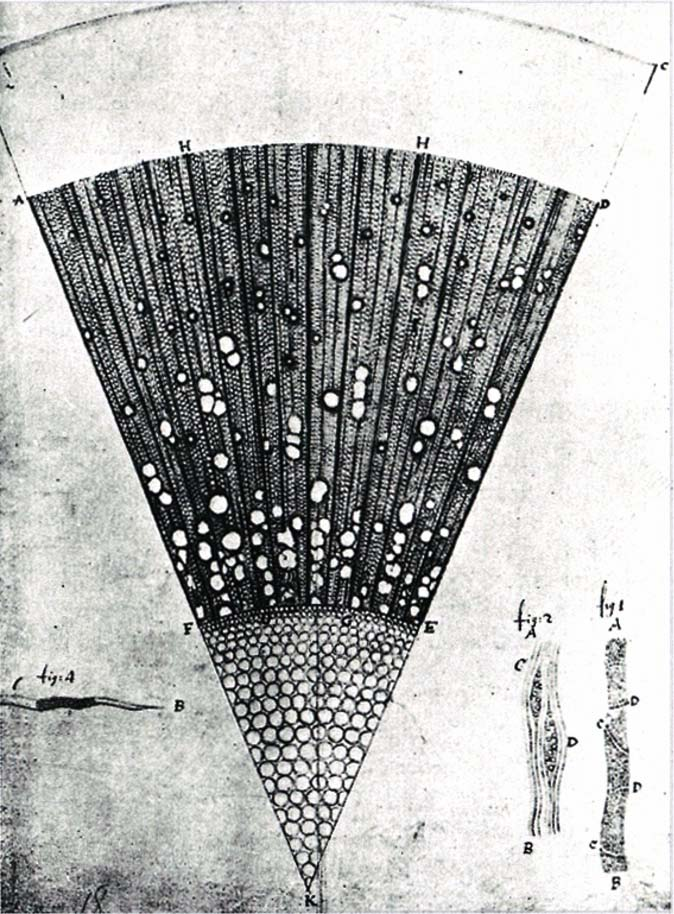
Doorsnede fraxinus door van Leeuwenhoek

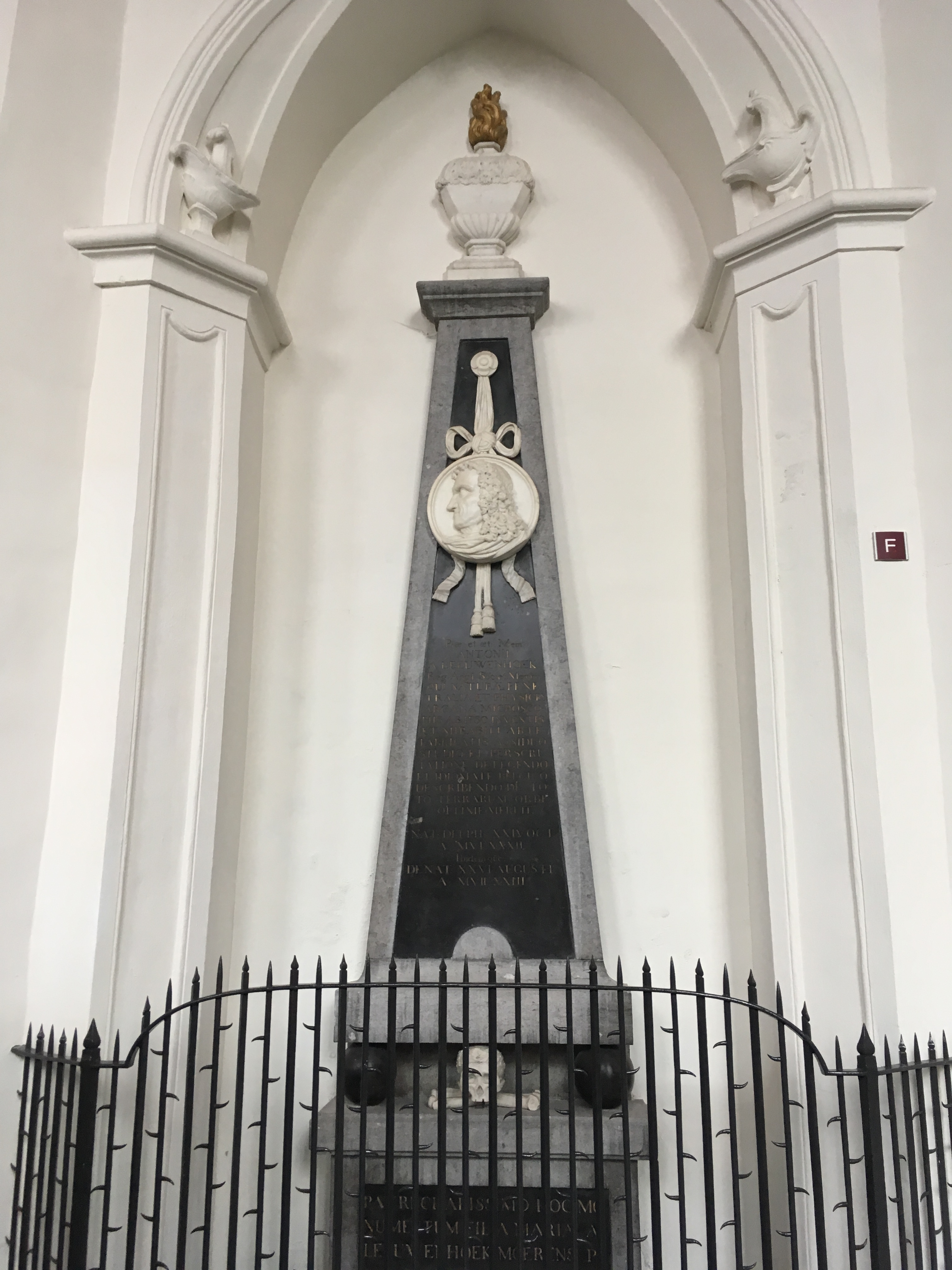
Monument in de Oude Kerk te Delft

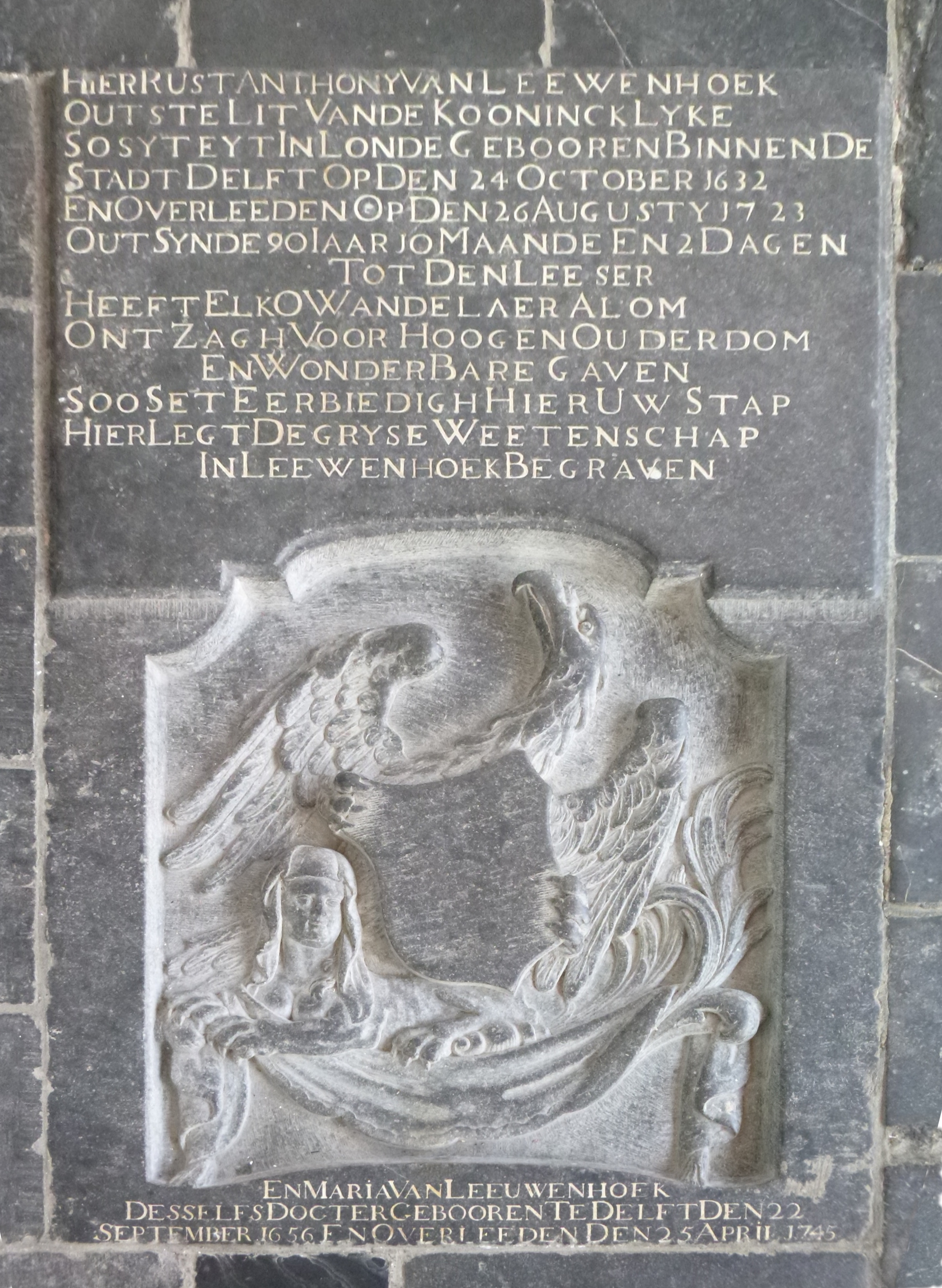
Grafsteen in de Oude Kerk te Delft

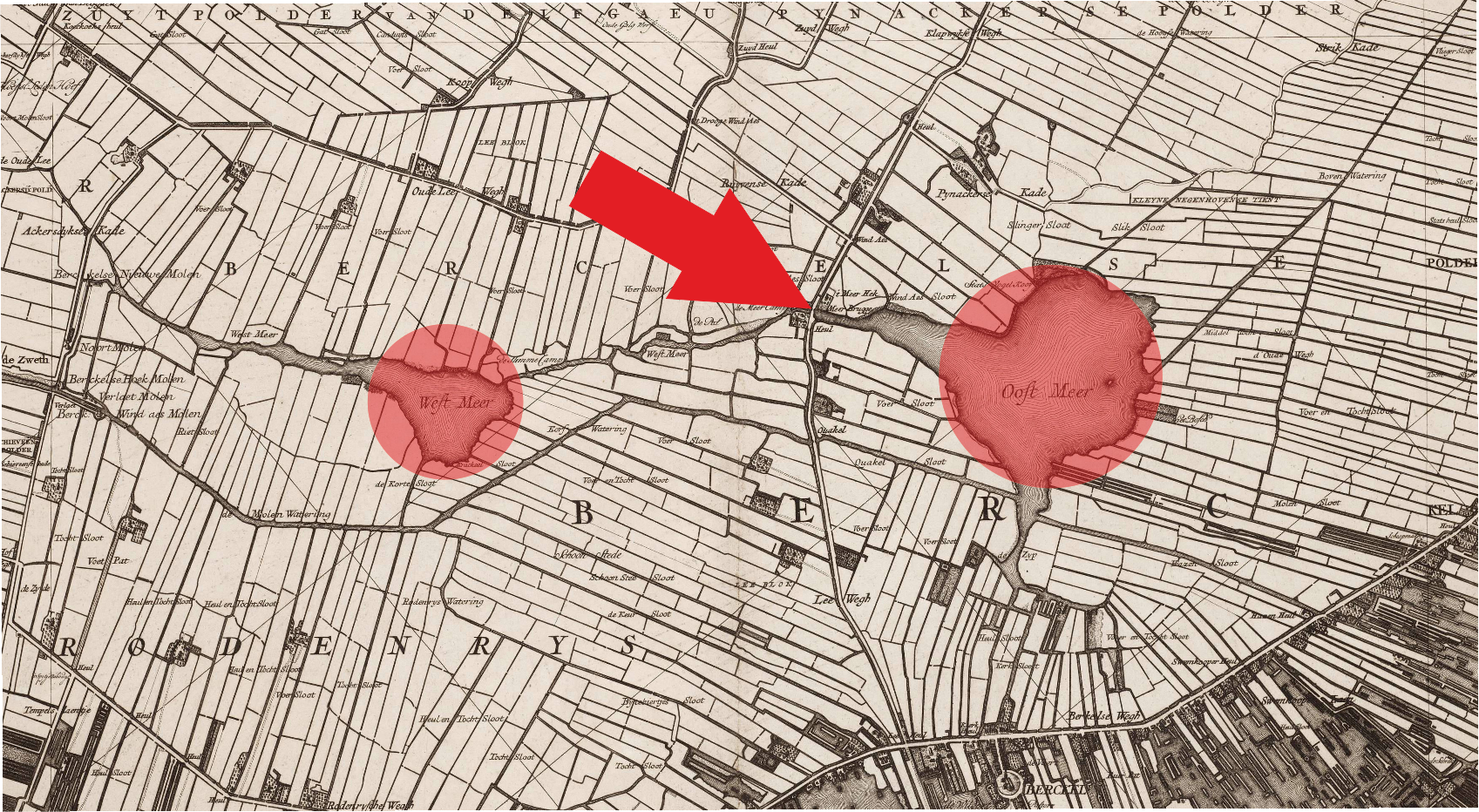
De pijl markeert het Meerhek, de plaats waar Antoni van Leeuwenhoek in 1674 het water verzamelde dat leidde tot de ontdekking van micro-organismen (huidige locatie op OpenStreetMap)

Antoni van Leeuwenhoek (ook: Anthoni, Anthonie, Antonie, Antony, Anthony) (Delft, 24 oktober 1632 – aldaar, 26 augustus 1723) was een Nederlands handelsman, landmeter, wijnroeier, glasblazer en microbioloog. Van Leeuwenhoek is vooral bekend door zijn zelf gefabriceerde microscoop en zijn pionierswerk voor de celbiologie en de microbiologie. Vanaf 1674 deed hij vele ontdekkingen die bekend werden door zijn correspondentie met de Royal Society in Londen.

## Leven
Van Leeuwenhoek werd geboren in Delft in 1632 als zoon van Philips Antonyszoon, mandenmaker en Margaretha Bel van den Berch die stamde uit een geslacht van bierbrouwers. Op 4 november 1632 werd hij gedoopt als 'Thonis Philipszoon', hij noemde zich van Leeuwenhoek omdat zijn ouderlijk huis in Delft op de hoek naast de Leeuwenpoort, nabij de Oostpoort, stond. Toen hij in 1637 vijf jaar oud was, stierf zijn vader en kort daarna hertrouwde zijn moeder. Tien jaar later overleed zijn stiefvader. Hij ging in Warmond naar school en verbleef bij een oom in Benthuizen. Vervolgens werd hij in Amsterdam vijf tot zes jaar opgeleid tot kassier en boekhouder bij de Schotse lakenhandelaar William Davidson. Op jonge leeftijd ontwikkelde hij een brede belangstelling voor sterrenkunde, wiskunde, natuurkunde en scheikunde. Van Leeuwenhoek trouwde met Barbara de Meij en ging met haar in 1653 of 1654 in Delft wonen, waar hij een winkel begon in linnen, garen en band. Ze kregen vijf kinderen. Het verkrijgen van de sinecure van Kamerbewaarder van Heeren Schepenen in 1660 verschafte hem een vast inkomen. Hij regelde de gang van zaken bij de rechtspraak, die in die tijd ten stadhuize plaatsvond, was vanaf 1679 wijnroeier (controleur van de inhoud van vaten wijn) en was curator van nalatenschappen, zoals die van Johannes Vermeer in 1675. Hij was vier dagen na Vermeer in dezelfde kerk gedoopt, de Nederduits-gereformeerde Nieuwe Kerk. Vaak wordt verondersteld dat de twee goed bevriend waren. Sommigen opperden zelfs dat de natuurvorser misschien model heeft gestaan voor Vermeers schilderijen De Geograaf (Van Leeuwenhoek was sinds 1669 ook landmeter) en De Astronoom, en dat hij de kunstenaar zou hebben voorzien van lenzen voor diens camera obscura, maar dit is nooit aangetoond.
In 1666 stierf Barbara, en Van Leeuwenhoek hertrouwde in 1671 met Cornelia Swalmius, telg uit een predikantengeslacht. In 1694 overleed ook Cornelia, waarna hij alleen achterbleef met zijn dochter Maria - zijn andere kinderen waren reeds overleden.
Van Leeuwenhoek was een vermogende man. Dit blijkt uit het vermogen dat zijn dochter twintig jaar na zijn dood naliet: 90 duizend gulden, maar het blijkt ook uit zijn aankoop in 1666 van een tuin buiten de stad en dat hij in 1681 beschikte over een paard. Op 26 augustus 1723 overleed Van Leeuwenhoek in zijn geboortestad, bijna 91 jaar oud. Volgens de verhalen dicteerde hij op zijn sterfbed een brief aan de Royal Society waarin hij het fladderen van zijn middenrif zo grondig beschreef dat de aandoening de ziekte van Van Leeuwenhoek wordt genoemd. Hij werd op 31 augustus 1723 in de Oude Kerk te Delft begraven.

## Wetenschappelijk werk

### Microscopen
Hoe de vroegste microscopen tot stand kwamen is onduidelijk, maar aan het begin van de 17e eeuw kende de Republiek in Middelburg twee vermaarde lenzenmakers. Hans Lippershey (1570-1619) en Sacharias Jansen (ca. 1585-1632) worden verbonden met de uitvinding van microscoop en telescoop. Hierdoor had de lakenhandelaar Van Leeuwenhoek de beschikking over lenzen en loepen voor de controle van stoffen. In 1648 kreeg hij voor het eerst een vergrootglas in handen: een loep voor de textielhandel met een vergrotende kracht van drie - een dradenteller. De Nederlander Jan Swammerdam (1637-1680) en de Engelsman Robert Hooke (1635-1703) gebruikten reeds een samengestelde microscoop met oculair en objectief, maar de vergrotende kracht van deze apparaten viel in het niet bij de sterke lenzen die Van Leeuwenhoek zou maken. Zo vergrootte Hookes samengestelde microscoop slechts 30×, terwijl het vergrotend vermogen van de enkelvoudige microscoop van Van Leeuwenhoek kon oplopen tot 270×, zoals blijkt uit een door Van Leeuwenhoek gefabriceerd exemplaar in het bezit van het Universiteitsmuseum in Utrecht. Het microscopisch natuurwetenschappelijk onderzoek door Hooke leidde in september 1664 tot het baanbrekende boek  Micrographia: or Some Physiological Descriptions of Miniature Bodies Made by Magnifying Glasses. Hierin beschrijft Robert Hooke minutieus onder meer een plantencel, een vliegenoog en een vlo.
Het is mogelijk dat deze publicatie Van Leeuwenhoek indirect geïnspireerd heeft zijn lenzen op iets anders te richten dan lakens. Van Leeuwenhoek was een autodidact: zonder enige natuurwetenschappelijke opleiding en zonder kennis van vreemde talen leerde hij zichzelf in een achtervertrek van de winkel de kunst van het observeren en beschrijven. Maar hij was ook een verbazingwekkende vakman die zichzelf glas leerde blazen, slijpen en polijsten. In tegenstelling tot de samengestelde microscoop van Hooke klemde Van Leeuwenhoek vrijwel altijd één lens tussen twee metalen plaatjes, het te bestuderen onderwerp werd met schroeven vastgeklemd en in een positie geplaatst zodat het scherp kon worden waargenomen.

### Geheime methode
Zijn wetenschappelijke status stond of viel met zijn exclusieve kennis van lenzenproductie en daarom hield hij zijn methode angstvallig geheim. Hij legde zijn waarnemingen en conclusies vast in brieven die hij aan bekenden schreef waardoor de Delftse arts en anatoom Reinier de Graaf hem in 1673 introduceerde bij de Royal Society in Londen. Vanaf 1674 werden zijn bevindingen gepubliceerd in de Philosophical Transactions, maar op den duur wekten zijn wonderlijke waarnemingen zoveel ongeloof dat een delegatie werd afgevaardigd om de microscopische wezentjes met eigen ogen te aanschouwen. In 1680 benoemde de Society hem als lid en kreeg hij erkenning voor zijn wetenschappelijke productie. Vele preparaten stuurde Van Leeuwenhoek naar Londen. In 1981 ontdekte de Britse microscopist Brian J. Ford dat Van Leeuwenhoeks oorspronkelijke preparaten in uitstekende staat en van hoge kwaliteit bewaard waren in de Royal Society’s verzamelingen. Tot aan zijn dood, in 1723, stuurde Van Leeuwenhoek brieven met zijn bevindingen naar de Royal Society.

### Globulentheorie
Volgens de theorie van de spontane generatie ontstaat leven uit levenloos materiaal (bijvoorbeeld maden uit rottend vlees of vlooien uit vieze lakens). Door de natuurlijke eenheid die Van Leeuwenhoek waarnam, zoals de zaadcellen bij dieren en planten, verwierp hij deze theorie en concludeerde hij dat alle dode en levende stof bestond uit kleine bolvormige deeltjes: globulen, overeenkomstig de heersende leer van Descartes. Nadat hij spierweefsel had bestudeerd erkende hij echter dat vlees niet uit zulke globulen is opgebouwd, maar uit "striemtgens" die van insect tot zoogdier worden aangetroffen.

### Ontdekkingen
1674Infusoria (afgietseldiertjes, mini-waterorganismen) en protisten (eencelligen met een celkern) gevonden tijdens waterbloei in het Berkelse Meer bij Rotterdam.
1674Rode bloedcellen waarvan hij ten onrechte dacht dat ze bolvormig en uit 6 × 6 kleinere globulen waren opgebouwd.
1675Ontleding van luizen-eieren en ontdekking van embryonale luizen, waarmee de theorie van de spontane generatie wordt ondermijnd.
1676Bacteriën in een peper-infuus. De bijna onzichtbare kaasmijt, die leeft in oude, harde kaas werd destijds voor het kleinste organisme gehouden.
1677Spermatozoa. Via een professor uit Leiden krijgt hij de beschikking over het sperma van een man die aan gonorroe lijdt, maar de materie is binnen een paar uur dood. Vervolgens doet hij onderzoek op gezond sperma. Hij ziet een geweldige menigte diertjes. De zaadcellen bewegen (met hun staart) en daarom zijn zij volgens hem de levensdragers. De vrouwelijke voortplantingsorganen dienen slechts voor de voedselvoorziening voor de reeds aanwezige organismen in het sperma. Hij laat de tekst over de menselijke zaadcellen in het Latijn vertalen.
1679Als eerste maakt hij een berekening van het maximum aantal mensen dat onze planeet kan herbergen (Global Carrying Capacity). Zijn berekening: 13,4 miljard mensen.
1682Streeppatroon op spiervezels.
1685Robert Boyle vraagt hem de kleurstof cochenille te onderzoeken. Van Leeuwenhoek maakte geen tekeningen van wat hij zag en gaf daarmee Nicolaas Hartsoeker de gelegenheid hem de loef af te steken.
1688Onderzoek naar bloed en bloedsomloop leidt tot de publicatie van Den waaragtigen omloop des bloeds, als mede dat de arteriën en venae gecontinueerde bloedvaten zijn, klaar voor de oogen gestelt.
1694Nauwkeurige beschrijving van het facetoog van een libel.
1694Anastomosen (netwerk) in het spierweefsel van een eendenhart. Dit netwerk werd pas in 1849 herontdekt.

## Trivia
- In 1877 stelde de KNAW ter herdenking van Van Leeuwenhoeks ontdekking van 'microscopische wezens' de Leeuwenhoekmedaille in.
- Ter ere van Van Leeuwenhoek organiseert de Royal Society of London sinds 1979 een jaarlijkse microbiologische erelezing: The Leeuwenhoek Lecture.
- Het naar hem genoemde Antoni van Leeuwenhoekziekenhuis is gespecialiseerd in oncologie en is verbonden aan het Nederlands Kanker Instituut.
- Van Leeuwenhoek eindigde op de vierde plaats tijdens de verkiezing van De grootste Nederlander in 2004.
- Het Masterdispuut van BioMechanical Design en BioMedical Engineering aan de TU Delft is genoemd naar Antoni van Leeuwenhoek in 2005.
- Van Leeuwenhoek werd op een postzegel afgebeeld in 1937.
- Antonie van Leeuwenhoek is een internationaal wetenschappelijk tijdschrift voor algemene microbiologie sinds 1934.
- De stadswijk Leeuwenhoek ligt in Leiden, binnen het noordwestelijke Boerhaavedistrict. In Leeuwenhoek ligt een groot gedeelte van het Leids/Oegstgeestse Bio Science Park. In het park zijn onderwijsinstellingen en bedrijven gevestigd, met name op het gebied van de geneeskunde, de biologie, de natuurlijke historie en de farmacie.
- Planetoïde (2766) Leeuwenhoek is naar hem genoemd.

## Verder lezen
- Henk Smit, Peter Willemsen, Willem Reijnders, Joop van Doorn, Klaas Krab, Jantien Backer, Lesley Robertson en Claud Biemans, Van Leeuwenhoek - Groots in het kleine, VeenMedia, 2014
- Hooykaas, R., Geschiedenis der natuurwetenschappen, Utrecht, 1976
- Kooijmans, L., Gevaarlijke kennis. Inzicht en angst in de dagen van Jan Swammerdam. 2007
- Palm, L.C., Antoni van Leeuwenhoek (1632-1723) in Kox, A.J. & M. Chamalaun [eds.]. Van Stevin tot Lorentz. Portretten van Nederlandse natuurwetenschappers. Amsterdam, Intermediair, 1980